# U-19号潜艇 (1935年)
U-19号（德語：U 19）是纳粹德国战争海军建造的二十艘II-B型近岸潜艇（或称U艇）之一。它由基尔的日耳曼尼亚船厂承建，于1935年12月21日下水，至1936年1月16日交付使用。第二次世界大战期间，该艇曾执行过二十次巡逻作战，共计击沉同盟国或中立国的14艘商船和1艘军舰，累积总吨位为35,871吨。1944年9月11日，U-19号在土耳其宗古尔达克以北的黑海海岸因燃料耗尽而被其船员自行凿沉。

## 设计
II级潜艇是从一战中德意志帝国海军的UB级和UF级近岸潜艇发展而来。其外观尺寸小，造价便宜且易于生产，在很短时间内便能造好。这款艇具在设计上吸收了为芬兰海军定制的欧洲水鼬号的优点，是非常出色的训练艇。但由于它们体积较小，在海面上容易剧烈颠簸，因此也被德国人戏称为“独木舟”（Einbaum）。尽管如此，一些II级艇在训练任务与战斗行动中表现相当出色，许多II级艇的衍生型号也相继被建造出来。
U-19号是一款用于近岸水域作战的II-B型单壳体潜艇。它可视作II-A型的加长版，附加的柴油舱增加了贮油量，航程也因此得到增加。其全长42.7米，舷宽4.08米，高8.6米，并有3.9米的吃水深度。水上和水下排水量则分别为279吨和328吨，惟官方提供的标准吨位为250吨。艇只采用两台曼海姆发动机厂（MWM）生产的六缸四冲程350匹公制馬力（260千瓦特）柴油机用于水面运行，以及两台各配备36个AFA蓄电池组的180匹公制馬力（130千瓦特）西门子-舒克特（SSW）电动发电机用于水下航行；水面最高航速12節（22每小時），水下7節（13每小時）；能够在水面以8節（15每小時）航速续航3,800海里（7,000），或以4節（7.4每小時）连续在水下航行43海里（80）而无需充电。它有两个轴和两副直径为0.85米的螺旋桨，具备在80－150米的深度运行的能力，紧急下潜需时30秒。
武器装备方面，U-19号在艇艏内置有三具管径为533毫米的鱼雷发射管，呈倒三角形布置，其中左舷一具、右舷一具、底部的中线上还有一具；它们合共配备5枚G7型鱼雷，或可携带最多12枚TMA水雷。此外，该艇还搭载有一门20毫米30式高射炮作为甲板炮。其标准船员编制为3名军官及22名水兵。

## 历史
1935年2月2日，海军造舰局正式将第二批次八艘II-B型潜艇（U-17至U-24号）的建造合同发包予基尔的日耳曼尼亚船厂。但由于违反了禁止德国拥有潜艇的《凡尔赛条约》条款，U-19号直至1935年7月20日、即解除德国海军军备限制的《英德海军协定》生效后才开始铺设龙骨，同年12月21日下水，至1936年1月16日在首度担任艇长的海军上尉维克托·许策的指挥下交付使用。完成海试后，该艇被编入驻基尔的韦迪根潜艇区舰队（后改称第1潜艇区舰队）服役，直至1940年4月30日。自5月起，它先是被用作第1潜艇培训区舰队的训练艇和教学艇，继而从7月1日到12月17日在驻梅默尔的第24潜艇区舰队、从1940年12月19日到1942年4月18日在驻戈滕哈芬的第22潜艇区舰队服役，之后作为第30潜艇区舰队的一份子被拆解经由陆路和多瑙河转移到黑海。U-19号于1942年12月28日在罗马尼亚的加拉茨造船厂完成重新组装，并穿越多瑙河三角洲驶出黑海，成为继U-24号和U-9号之后，第三艘入驻康斯坦察潜艇基地的成员。第二次世界大战期间，U-19号完成了二十次巡逻，共计击沉同盟国或中立国的14艘商船和1艘军舰，累积总吨位为35,871吨。

### 作战巡逻
U-19号的前三次巡逻都是在海军上尉汉斯·梅克尔的指挥下进行的，主要涉在北海北部和荷兰海岸观察航运情况。第三次则是奉命前往英格兰东岸的道辛沙洲附近布雷。在1939年10月14日至18日为期五天的布雷行动中，该艇在编号为AN-7344的海军网格内共敷设了九枚水雷，造成三艘商船损毁。首个受害者是容积总吨为3,087吨的法国货轮埃德蒙·拉博里上校号（Capitaine Edmond Laborie），它于1939年10月21日在内道辛灯船以东约2海里（3.7）处触雷沉没；注册吨位为3,295吨的中立国挪威液货船德奥达塔号（Deodata）也于同一天在相同的位置触雷沉没，但两者均未造成人员伤亡。三天后，满载着8,412吨废铁、正从波士顿驶往泰恩河的希腊货轮康斯坦丁诺斯·哈吉帕特拉斯号（Konstantinos Hadjipateras）在内道辛灯船以东约18海里（33）处触雷沉没，导致4人死亡、32名船员获救。
海军上尉威廉·穆勒-阿内克于1939年11月2日接任U-19号艇长，并于11月14日上午11:50率艇离开威廉港，前往英格兰东岸执行另一次布雷任务。在奥福德角为期八天的布雷行动中，该艇共敷设了九枚水雷，然后于11月20日上午11:40返抵威廉港。11月18日，容积总吨为6,371吨、正从纽卡斯尔前往杜布罗夫尼克的南斯拉夫煤船察里察·米莉察号（Carica Milica）便撞上了U-19号当天敷设的水雷，并在希普沃什灯船附近沉没。
王牌艇长、海军上尉约阿希姆·舍普克指挥了U-19号于1940年的全部五次巡逻（第五至第九次）。其中在1月4日至12日于苏格兰东岸为期九天、水面行程1,100海里（2,000）、水下行程85.5海里（158.3）的第五次巡逻中，该艇发射鱼雷击沉了注册吨位为1,343吨的挪威煤船曼岛人号（Manx）。1月18日至28日的第六次巡逻同样前往苏格兰东岸，在当地徒劳地等待目标未果后，舍普克决定突破朗斯通附近的水雷警戒区，发射鱼雷击沉了四艘总吨位为8,855吨的船舶。2月12日至26日执行的第七次巡逻一无所获，惟该艇曾于21日在奥克尼群岛的北罗纳德赛岛附近遭到一支英国护航船队投掷深水炸弹袭击，造成轻微破坏。3月14日，U-19号于傍晚18:40分离开威廉港展开第八次巡逻，奉命在丹麦西部搜寻潜艇，继而转到马里湾游曳。在这次为期九天、水面行程975海里（1,806）、水下110海里（200）的行动中，舍普克用艇内携带的五枚鱼雷击沉了四艘总吨位为5,517吨的丹麦轮船。
U-19号的此后十一次（第十至第二十次）巡逻均是在黑海完成。但由于当地的船舶流量不大，行动收效甚微。直到由海军中尉威利·奥伦堡指挥的第十九次巡逻期间，该艇才于1944年6月27日再次取得战功，在图阿普谢西北约10海里（19）处发射鱼雷击沉了苏联的75号驳船（容积总吨约1,000吨）。同年8月25日，U-19号离开康斯坦察执行最后一次巡逻任务，由于罗马尼亚两天前倒戈对德宣战并占领了潜艇基地，该艇再也无法返航。9月2日凌晨，排水量为441吨的苏联海军扫雷舰T-410“爆发”号在康斯坦察东南部被奥伦堡发射的鱼雷击沉，成为二战期间在黑海的最后一艘U艇受害者。至9月11日夜间22:30，U-19号在土耳其宗古尔达克以北的基利姆利海岸因燃料耗尽而由其船员自行凿沉，沉没地点大致位于41°34′N 31°50′E / 41.567°N 31.833°E处，并未造成人员伤亡。2008年，潜艇的残骸被土耳其海洋工程师塞尔丘克·科莱领导的团队寻获。

## 袭击历史摘要
| 日期           | 船名                        | 船籍     | 吨位  | 结局         |
| -------------- | --------------------------- | -------- | ----- | ------------ |
| 1939年10月21日 | 埃德蒙·拉博里上校号         | 法國     | 3,087 | 击沉（触雷） |
| 1939年10月21日 | 德奥达塔号                  | 挪威     | 3,295 | 击沉（触雷） |
| 1939年10月24日 | 康斯坦丁诺斯·哈吉帕特拉斯号 | 希腊     | 5,962 | 击沉（触雷） |
| 1939年11月18日 | 察里察·米莉察号             | 南斯拉夫 | 6,371 | 击沉（触雷） |
| 1940年1月9日   | 曼岛人号                    | 挪威     | 1,343 | 击沉         |
| 1940年1月23日  | 巴塔利亚号                  | 英国     | 1,523 | 击沉         |
| 1940年1月23日  | 普路托号                    | 丹麦     | 1,598 | 击沉         |
| 1940年1月25日  | 艾韦蕾妮号                  | 拉脫維亞 | 4,434 | 击沉         |
| 1940年1月25日  | 古德维号                    | 丹麦     | 1,300 | 击沉         |
| 1940年3月19日  | 哈尔科夫号                  | 丹麦     | 1,026 | 击沉         |
| 1940年3月19日  | 明斯克号                    | 丹麦     | 1,229 | 击沉         |
| 1940年3月20日  | 博塔尔号                    | 丹麦     | 2,109 | 击沉         |
| 1940年3月20日  | 维京号                      | 丹麦     | 1,153 | 击沉         |
| 1944年6月27日  | 75号                        | 苏联     | 1,000 | 击沉         |
| 1944年9月2日   | T-410“爆发”号               | 苏联海军 | 441   | 击沉         |

## 脚注
1. ↑  Kemp，第217頁.
2. ↑  威廉生，第6頁.
3. ↑  威廉生，第6–7頁.
4. 1 2  Gröner 1991，第39–40頁.
5. 1 2 3  Helgason, Guðmundur. . German U-boats of WWII - uboat.net.   [2023-10-31]. （原始内容存档于2022-12-06）.
6. 1 2  Helgason, Guðmundur. . German U-boats of WWII - uboat.net.   [2014-12-29]. （原始内容存档于2023-01-30）.
7. 1 2 3  Helgason, Guðmundur. . German U-boats of WWII - uboat.net.   [2023-10-31]. （原始内容存档于2021-05-15）.
8. ↑  Helgason, Guðmundur. . German U-boats of WWII - uboat.net.   [2023-10-31]. （原始内容存档于2008-10-11）.
9. ↑  Helgason, Guðmundur. . German U-boats of WWII - uboat.net.   [2023-10-31]. （原始内容存档于2023-02-07）.
10. ↑  Helgason, Guðmundur. . German U-boats of WWII - uboat.net.   [2023-10-31]. （原始内容存档于2022-09-29）.
11. ↑  Helgason, Guðmundur. . German U-boats of WWII - uboat.net.   [2023-10-31]. （原始内容存档于2022-09-27）.
12. ↑  Helgason, Guðmundur. . German U-boats of WWII - uboat.net.   [2023-10-31]. （原始内容存档于2008-09-07）.
13. ↑  Helgason, Guðmundur. . German U-boats of WWII - uboat.net.   [2023-10-31]. （原始内容存档于2023-02-07）.
14. ↑  Helgason, Guðmundur. . German U-boats of WWII - uboat.net.   [2023-10-31]. （原始内容存档于2022-01-25）.
15. ↑  Helgason, Guðmundur. . German U-boats of WWII - uboat.net.   [2023-10-31]. （原始内容存档于2008-08-30）.
16. ↑  Helgason, Guðmundur. . German U-boats of WWII - uboat.net.   [2023-10-31]. （原始内容存档于2008-09-07）.
17. ↑  Helgason, Guðmundur. . German U-boats of WWII - uboat.net.   [2023-10-31]. （原始内容存档于2023-01-30）.
18. ↑  Helgason, Guðmundur. . German U-boats of WWII - uboat.net.   [2023-10-31]. （原始内容存档于2022-11-27）.
19. ↑  Jasper Copping. . The Daily Telegraph. 2008-02-03  [2023-10-31]. （原始内容存档于2022-09-23）.